# Marcos Pizzelli
Marcos Pinheiro Pizzelli (arménsky Մարկոս Պինեյրո Պիզզելլի; * 3. října 1984, Piracicaba, Brazílie) je arménský fotbalista a reprezentant brazilského původu hrající na postu ofenzivního záložníka, který od roku 2016 působí v klubu Al-Fujairah SC (SAE). V letech 2007, 2008 a 2010 se stal nejlepším kanonýrem nejvyšší arménské fotbalové ligy.

## Klubová kariéra
Jako dorostenec začínal v brazilském klubu São Carlos FC v letech 2000–2005, zde jej zaregistroval agent arménského Araratu Jerevan, který nakonec Pizelliho rekrutoval. V Araratu debutoval 30. dubna 2006 proti Ulisses FC.
Následovalo angažmá v FC Pjunik, odkud odešel v červnu 2011 na Ukrajinu do Metalurhu Doněck (společně s klubovým spoluhráčem - arménským fotbalistou Gevorgem Ghazarjanem).
13. ledna 2012 podepsal tříletý kontrakt s ruským celkem FK Kubáň Krasnodar. 18. března 2012 vstřelil svůj první gól v ruské Premier Lize, což Kubáni přineslo vítězství 1:0 nad FK Rubin Kazaň.

## Reprezentační kariéra
V květnu 2008 obdržel arménské občanství a stal se členem arménské fotbalové reprezentace. V A-mužstvu debutoval 28. května 2008 v přátelském utkání proti domácímu Moldavsku, kde jedním gólem přispěl ke konečné remíze 2:2.
V kvalifikaci na EURO 2012 vstřelil celkem 4 góly a stal se tak společně s Rusy Alanem Dzagojevem, Romanem Pavljučenkem a svým reprezentačním spoluhráčem Jurou Movsisjanem třetím nejlepším kanonýrem základní skupiny B (první byl arménský Henrich Mchitarjan s 6 góly). Pizzelli se trefil dvakrát proti Andoře (12. října 2010, výhra 4:0 a 2. září 2011, výhra 3:0) a jednou proti Makedonii (7. října 2011, výhra 4:1) a Rusku (4. června 2011, prohra 1:3). Jeho góly však na postup na EURO nestačily, Arménie skončila se 17 body na třetím místě za prvním Ruskem a druhým Irskem.
26. března 2013 nastoupil v kvalifikaci na MS 2014 v Jerevanu proti národnímu týmu České republiky, Arménie podlehla soupeři 0:3.